# Tsukumi
Tsukumi (津久見市, Tsukumi-shi) is een stad in de prefectuur Oita, Japan.
De stad heeft 22,336 inwoners (2003) en een bevolkingsdichtheid van 281,38 inwoners per km². Het beslaat een gebied van 79,38 km².
De stad is op 1 april 1951 gesticht.

## Geboren
- Ippei Watanabe (18 maart 1997), zwemmer